# Пухарска ријека
Пухарска ријека је поткозарска и кнешпољска ријека, притока Кнежице. Извире у Горњем Јеловцу одакле тече на сјевер, гдје се у Саставцима код насеља Кнежица улива у Кнежицу. Њене мање притоке су: Бечковац, Јеловача и Црквина.